# Émile Mireaux
Émile Mireaux (Mont-de-Marsan, 21 agosto 1885 – Parigi, 27 dicembre 1969) è stato un politico, economista e politologo francese.
Presidente dell'Académie des sciences morales et politiques  e dell'Institut de France nel 1951. Tra le sue opere vi sono vari studi di politica e sul credito, ma più noti sono quelli sulla storia nelle opere letterarie. Ha collaborato alla Encyclopédie française e alla Encyclopedia britannica.

## Opere
- Les actions de travail, Société d'études et d'informations économiques, 1921, 18 p.
- Les crédits à l'exportation, Société d'études et d'informations économiques,1921, 38 p.
- La France et les huit heures, con André François-Poncet, 1922, 268 p.
- La participation aux bénéfices, 1923.
- Les conseils d'usine dans le grand-duché de Luxembourg, 1923.
- Les réparations en nature.
- Petite histoire des finances du cartel, F.F.-Legueu, 1925, 1928.
- L'expérience financière de M. Poincaré, 1928.
- La gestion privée et la gestion publique des entreprises en France, 1929.
- Les Miracles du Crédit, Éditions des Portiques, 1930, 255 p.
- La Chanson de Roland et l 'Histoire de France, 1943.
- Les poèmes homériques et l'histoire grecque, 2 voll. : I. Homère de Chio et les routes de l'étain (1948); II. L'Illiade, l'Odyssée et les rivalités coloniales (1949)
- Philosophie du libéralisme, 1950.
- La reine Bérénice, 1951.
- L'organisation du crédit dans les territoire d'outre-mer, 1954.
- I greci al tempo di Omero (La vie quotidienne au temps d'Homère, 1954), trad. di Hena Lombardi, Collana Oscar (Grandi) Saggi n.284, Milano, Mondadori, 1992, ISBN 978-88-043-5874-9.
- Problèmes actuels de la route française, 1956.
- Le Moyen Âge (in Neuf siècles de littérature française), 1958.
- Une province française au temps du Grand Roi, la Brie, 1959.